# 白石典之
白石 典之（しらいし のりゆき、1963年9月3日-　）は、日本の考古学者、モンゴル史学者、新潟大学教授。

## 経歴
群馬県生まれ。1986年に筑波大学考古学・民俗学を卒業し、同大学院歴史・人類学研究科へ進む。94年に博士課程単位取得退学。専門はモンゴルの考古学。
1994年新潟大学人文学助手、99年助教授，2006年教授。1999年に「モンゴル帝国史の考古学的研究」で新潟大学文学博士を取得。2003年には第1回「最優秀若手モンゴル学研究者」として、モンゴル国大統領表彰を受ける。

## 著書
- 『チンギス=カンの考古学　世界の考古学19』同成社 2001
- 『モンゴル帝国史の考古学的研究』同成社 2002
- 『チンギス・カン "蒼き狼"の実像』中公新書 2006
- 『チンギス・ハンの墓はどこだ?』くもん出版 2010
- 『モンゴル帝国誕生 チンギス・カンの都を掘る』講談社選書メチエ 2017
- 『モンゴル考古学概説』同成社 2022.12
- 『元朝秘史－チンギス・カンの一級史料』中公新書 2024.5
- 『遊牧王朝興亡史－モンゴル高原の5000年』講談社選書メチエ 2025.1

### 編著
- 編『チンギス・カンの戒め モンゴル草原と地球環境問題』 同成社 2010
- 編『チンギス・カンとその時代』 勉誠出版 2015

## 論文
- CiNii(白石典之)